# Чагарниця монгольська
Чагарни́ця монгольська (Pterorhinus davidi) — вид горобцеподібних птахів родини Leiothrichidae. Ендемік Китаю. Вид названий на честь французького місіонера і зоолога Армана Давида.

## Опис
Довжина птаха становить 23-25 см. Забарвлення сіро-коричневе, нижня частина тіла світліша, над очима світлі "брови". Дзьоб жовтий, міцний, загнутий донизу. Підоріддя чорне, крила сірі, хвіст чорнуватий.

## Підвиди
Виділяють два підвиди:
- P. d. davidi Swinhoe, 1868 — від Внутрішньої Монголії до Ганьсу, східного Цинхаю і східного Ляоніну, в горах Великого Хінгану;
- P. d. concolor (Stresemann, 1923) — північні схили гір Ціляньшань на півночі Ганьсу, повіт Сунгчу[en] на півночі Сичуаню.

## Поширення і екологія
Монгольські чагарниці поширені у Центральному і Північно-Східному Китаї, в Манчжурії і Внутрішній Монголії. Вони живуть в чагарникових заростях і лісах. Зустрічаються на висоті від 1500 до 3960 м над рівнем моря. Живляться комахами, а також плодами і насінням, зокрема зерном проса. Сезон розмноження триває з серпня по вересень. Гніздо чашоподібне, зроблене з сухої трави, листя, гілочок і корінців. За сезон може вилупитися кілька виводків.